# Маджидова, Сайгидат Гаджимагомедовна
Сайгидат Гаджимагомедовна Маджидова (9 февраля 1966, Махачкала, Дагестанская АССР, РСФСР, СССР) — советская и российская актриса Кумыкского музыкально-драматического театра им. А.-П. Салаватова. Заслуженный артист Дагестана.

## Театральная карьера
Родилась 27 июня 1961 года в Махачкале. С 1983 года работает в Кумыкском государственном театре им.А.-П.Салаватова. Работу в Кумыкском театре совмещала с учёбой на актерском отделении факультета культуры Дагестанского государственного университета. Ею созданы множество различных образов и ролей в театре. Является участницей различных театральных фестивалей. В честь её юбилея в Махачкале прошёл вечер, где прозвучали стихи народных поэтов, отрывки спектаклей, полюбившиеся зрителям песни и многое другое.

## Театральные работы
- «Аршин-мал-алан» (У. Гаджибеков) — Асия, Телли
- «Ты моя мама» (Б. Турай) — Гульзахра
- «Айгази» (А.-П. Салаватов) — Гулькыз
- «Тахир и Зухра» (А. Сабир) — Зухра
- «Слуга двух господ» (К. Гольдони) — Клариче
- «Соблазн» (М. Берадзе) — Лена-Алису
- «Лекарь поневоле» (Мольер) — Люсинда
- «Выстрел на рассвете» (И. Буковчан) — Марика, Фанка
- «Анджело Падуанский» (В. Гюго) — Редженелла
- «Одинокая» (Т. Минуллин) — Хамида
- «Эркеч Али» (З. Хиясов) — Зулай
- «Ташбике» (А. Атаев) — Аминат
- «Свекровь» (Б. Утижев) — Аминат
- «Свадьба Чуная» (Ж. Токумаев) — Куртгажан
- «Банкрот» (А. Островский) — Липочка
- «Ханума» (Б. Рацер, В. Константинов) — сваха Кабато[2]

## Звания и награды
- Заслуженный артист Дагестана;